# Dinah Shore
Dinah Shore, (Winchester, 1916. február 29. – Beverly Hills, 1994. február 24.) Golden Globe- és hatszoros Primetime Emmy-díjas amerikai énekesnő, színésznő, televíziós személyiség. Az 1940-es évek listavezető énekesnője volt. Énekesnőként a big band-korszakban volt a csúcson. Egy évtizeddel később még nagyobb sikereket ért el, mint a Chevrolet autógyár tévésorozatának műsorvezetője.

## Pályafutása
Dinah Shore – miután kudarcot vallott − mint Benny Goodman, Jimmy Dorsey és Tommy Dorsey együttesének énekese – önállósította magát. Ő volt korának első énekese, aki hatalmas szólósikereket aratott. New Yorkban a WNCW rádióállomáson kezdett énekelni. Első felvételeit Xavier Cugat zenekarvezetővel készítette, és Dinah-ra változtatta a nevét az azonos című dallal aratott sikere után.
Nyolcvan népszerű slágerből álló sorozata volt 1940-től 1957-ig. Néhány játékfilmben is szerepelt, és négy évtizedes karriert futott be az amerikai televízióban. 1951 és 1963 között saját zenei és varietéműsoraiban voltak, az 1970-es években pedig két talkshow házigazdája volt. A TV Guide a 16. helyre sorolta a minden idők legjobb 50 televíziós sztárja listáján.
Shore-t két énekessel hasonlították össze, akik az 1940-es évek közepén-végén és az 1950-es évek elején követték őt: Jo Staffordhoz és Patti Page-hez.
Shore 1943 és 1962 között George Montgomery színész házastársa volt. Montgomerytől 1963-ban történt válása után rövid időre hozzáment Maurice F. Smith profi teniszezőhöz.
1971-től Shore hat évig tartó nyilvános románcot folytatott Burt Reynoldsszal (aki 20 évvel volt fiatalabb nála).
1948 januárjában megszülte Melissa Ann „Missy” Montgomery -t. Missy Montgomery is színésznő lett. Shore örökbe fogadott egy fiút, John David „Jody” Montgomeryt.
Lánya, Melissa Montgomery Shore legtöbb televíziós sorozata jogainak tulajdonosa.

## Albumok
- NBC's Chamber Music Society of Lower Basin Street  (1941, RCA Victor Records 78 Set P-56 Three Record Set)
- Musical Orchids (1943, RCA Victor Records 78 rpm Four Record Set)
- Gershwin Show Hits (1945, RCA Victor Records 78 rpm Three Record Set)
- Bongo from Walt Disney (1947, Columbia Records 78 rpm Three Record Set)
- A Date with Dinah (1948, Columbia Records 78 rpm Four Record Set)
- The Blue Velvet Voice of Dinah Shore (1948, Victor 78 rpm Five Record Set)
- Dinah Shore Sings (1949, Columbia 10")
- Reminiscing (1949, Columbia 10")
- Torch Songs (1950, Columbia Set D-1 10")
- Dinah Shore & Sidney Bechet ~ Lower Basin Street (1950, RCA Victor 78 Set P-56 Four Record Set)
- The King and I (1951, RCA Victor 10")
- Dinah Shore ~ Lower Basin Street Volume 2 (1951, RCA Victor 78rpm Four Record Set)
- Dinah Shore Sings the Blues (1953, RCA Victor 10")
- Call Me Madam Original Cast (1953, RCA Victor 10")
- The Dinah Shore TV Show (1954, RCA 10", 1955, RCA Victor 12")
- Holding Hands at Midnight (1955, RCA Victor)
- Bouquet of Blues (1956, RCA Victor)
- Call Me Madam Original Cast (1956, RCA Victor)
- Dinah Shore Sings Porter and Rodgers (1957, Harmony)
- Love Songs (1958, Harmony)
- General Motors 50th Anniversary Show (1958, RCA Victor)
- Moments Like These (1958, RCA Victor)
- Dinah, Yes Indeed! (1959, Capitol)
- Lower Basin Street (1959, RCA Camden)
- I'm Your Girl (1959, RCA Camden)
- Lavender Blue (1959, Harmony)
- Somebody Loves Me (1959, Capitol)
- Dinah Sings Some Blues with Red (1960, Capitol)
- Vivacious (1960, RCA Camden)
- Buttons and Bows (1960, Harmony)
- Dinah Sings, Previn Plays (1961, Capitol)
- Dinah Down Home! (1962, Capitol)
- The Fabulous Hits of Dinah Shore (1962, Capitol)
- My Very Best to You (1963, Capitol)
- Lower Basin Street Revisited (1965, Reprise)
- Songs for Sometime Losers (1967, Project 3)
- Country Feelin' (1969, Decca)
- Once Upon A Summertime (1975, Stanyan)
- Dinah! (1976, Capitol)
- Dinah!: I've Got a Song (1979, CTW/Sesame Street)

## Filmek
(válogatás)
- Thank Your Lucky Stars (1943) – sajátmaga
- Up in Arms (1944) – Virginia
- Follow the Boys (1944) – sajátmaga
- Belle of the Yukon (1944) – Lettie Candless
- Make Mine Music (1946) – (narrárorhang)
- Till the Clouds Roll By (1946) – Julia Sanderson / Dinah Shore
- Fun and Fancy Free (1947) – (narrárorhang)
- Bongo (1947) (short subject) – (narrárorhang)
- Aaron Slick from Punkin Crick (1952) – Josie Berry
- A Great New Star (1952) (short subject)
- Screen Snapshots: Hollywood Stars on Parade (1954)
- Screen Snapshots: Hollywood Small Fry (1956)
- Premier Khrushchev in the USA (1959) (dokumentumfilm)
- Oh, God! (1977) – Herself (cameo)
- HealtH (1980) – Herself (cameo)
- Dinah Shore az IMDb-n

## Díjak
- 1976: Daytime Emmy-díj (televíziós díj)
- Peabody-díj
- World Golf Hall of Fame
- Los Angeles Times Women of the Year Silver Cup
- Hollywood Walk of Fame

## Érdekesség
2003 márciusában a PBS bemutatta a The Best of The Dinah Shore Show 1956–1963, egyórás, különleges, korai színes videófelvételeit Shore-ról − duettekben Ella Fitzgerald, Jack Lemmon, Frank Sinatra, Bing Crosby, Pearl Bailey, George Burns, Groucho Marx, Peggy Lee és Mahalia Jackson közreműködésével.